# Pierre Ouedraogo
Pierre Ouédraogo, l’un des chefs historiques du Conseil National de la révolution (CNR) Capitaine au moment de la période révolutionnaire, le colonel à la retraite de l’armée de l’air a commandé les Comités de défense de la révolution (CDR) ; il était réputé être le 5e chef historique du CNR. À la mort de Thomas Sankara le père de la révolution, un certain 15 octobre 1987, Pierre Ouédraogo a témoigné avoir été arrêté. Lors du procès de l’assassinat du chef historique de la révolution, Pierre Ouédraogo a affirmé avoir été détenu du 17 octobre 1987 au 17 mai 1988 avant d’être libéré, radié de l’armée et reversé comme enseignant affecté à Fada. Par la suite, cet ingénieur en télécommunications a occupé divers postes de responsabilités à l’ONATEL et à l’Organisation internationale de la Francophonie où il terminera comme Directeur de la Francophonie numérique. Pierre Ouédraogo était le président du Comité international du mémorial Thomas Sankara.

## Formation
En dépit de sa carrière militaire, le colonel Pierre Ouedraogo est un expert des TIC. Il a un leadership éprouvé avec plus de 30 ans d’expérience dans la gestion des programmes et des projets et des politiques publiques au niveau international dans des secteurs variés des technologies de l’information. Reconnu comme un des meilleurs stratèges internationaux dans les TIC et comme un constructeur de réseaux humains, il est le pionnier de l’internet au Burkina Faso et a contribué à faire de l’OIF un leader mondial des TIC à travers la diffusion des innovations et le développement de l’intelligence numérique au service de ses pays membres. En reconnaissance de sa contribution exceptionnelle au développement de l’internet en Afrique, l’ISOC lui a décerné en 2012 le John Postel Awards. Colonel à la retraite de l’armée de l’air (spécialité électronique aviation) et ancien membre du gouvernement du Burkina Faso, il est à la fois un homme de terrain et un leader stratégique sur les questions critiques dans plusieurs secteurs.

### Formation militaire
Officier de l'armée de la Haute-Volta, il poursuit plusieurs stages militaires dans différents pays. Ainsi entre 1975 et 1977, il rejoint l'Académie militaire interarmes de Cherchell (Algérie) et l’École de l’Air Base aérienne de Tafaraoui (Oran, Algérie). il suit en 1979 une formation d'anglais spécialisé à la Defence language institute (DLI), Lackland Air Force base, San Antonio, Texas États-Unis. Il intègre par la suite l'US Army signal school (USASIGS), Fort Gordon, Georgia (États-Unis) pour une formation  en Électronique aviation entre 1979 et 1980.

### Éducation
Le Colonel Pierre Ouedraogo décroche une licence en Sciences physiques à l’Institut de Mathématiques et de Physique à l'Université de Ouagadougou (Burkina Faso) entre 1988 et 1989. Il poursuit dans la même spécialité pour obtenir une maîtrise en Sciences physiques (Physique and Chimie) à l’Institut de Mathématiques et de Physique, à l'Université de Ouagadougou en 1990. Entre 1992 et 1993, il obtient un diplôme en Administration des entreprises avec distinction à la Louvain school of Management, Université catholique de Louvain, Louvain-La Neuve (Belgique). Il poursuit dans la même université et sort avec un DES (master) en informatique de gestion avec distinction, à la Louvain school of Management et à la faculté des Sciences appliquées.

### Expérience Professionnelle
Pierre Ouedraogo occupe le poste d'adjoint au chef des moyens généraux puis adjoint au chef des moyens techniques de la base aérienne de Ouagadougou  entre 1977 et 1982. Puis, il rejoint la Révolution voltaïque menée par le capitaine Noël Isidore Thomas Sankara entre 1983 et 1987 comme président d’institution, membre du gouvernement du Burkina Faso chargé de la jeunesse et des organisations de masse et secrétaire général du CDR Comité de défense de la Révolution. Après la chute du régime révolutionnaire du Capitaine Thomas Sankara, le Colonel Pierre Ouedraogo quitte la scène politique pour entamer une carrière en télécommunication. Alors, entre 1988 et 1992 il devient Adjoint au chef du centre de réparation des équipements électroniques de l’ONATEL et poursuit comme chef du département des services informatiques de l’ONATEL (Burkina Faso) ; en parallèle il est chef du groupe projet internet de l’ONATEL (Office National Télécommunications) du Burkina Faso chargé de la mise en place du nœud national internet et expert du gouvernement du Burkina Faso pour les stratégies nationales numériques entre 1996 et 1998. Entre 1998 et 2003, il rejoint la France en tant que responsable du centre serveur de l’ INTIF à Bordeaux. De 2003 à 2008 il est spécialiste de programmes chargé de la société de l’information à l’INTIF (Institut des nouvelles technologies de l’information et de la formation) de l'organisation internationale de la Francophonie (OIF) à Bordeaux puis à Paris (France). De 2008 à 2010, il est chef du département des Achats et des Services généraux à l'organisation internationale de la Francophonie (OIF), Paris (France) puis de 2011 à 2014 directeur de Francophonie numérique à l'organisation internationale de la Francophonie (OIF), Paris (France). En 2015, il devient consultant spécialisé dans la gouvernance numérique, les stratégies, la cybersécurité et les systèmes d’information. En 2016, il est fondateur et directeur général de TSI (Technologies et services pour l’innovation), un cabinet de consultation dans les TIC.

## Avènement de la Révolution du CNR et naissance du CDR 1983-1987
Vers la fin des années 1970, pendant que le ROC au sein de l’armée voltaïque préparait la Révolution, Thomas Sankara quittait clandestinement son unité de Pô pour les réunions secrètes avec ses camarades à Ouagadougou. Quand il arrivait dans la capitale, c’est Pierre Ouédraogo qui le conduisait. Il jouait également le rôle de garde pendant le temps qu’il restait avec les militaires acquis à la cause qui se préparait. Par son entregent, le commandant des parachutistes de Pô parvenait à quitter Ouagadougou sans trop se risquer au milieu de la nuit ou très tôt le matin pour rejoindre le Centre national d'entraînement commando (CNEC) sans encombre. Sous le Comité militaire de redressement pour le progrès national (CMRPN), pendant que le régime était traversé par une crise, à son corps défendant le colonel Saye Zerbo convoque l’assemblée générale du Conseil des forces armées voltaïques (CFAV). À ce rendez-vous d’échanges houleux, Pierre va s’illustrer dans le débat par des propos qui contestent les agissements aux antipodes de l’éthique militaire et de la gestion de l’État par les colonels au pouvoir. Parfois il était même interpellé par ses aînés qui avaient le même point de vue que lui sur son ton et la colère mal maîtrisée à l’assemblée qui connaissait les affaires sur les difficultés au sein de la grande muette à cette période. Mais l’arrivée des colonels au pouvoir le 25 novembre 1980 va compliquer la tâche à Pierre Ouédraogo. Le CMRPN gagne la sympathie de quelques jeunes officiers qui militaient dans le groupe dirigé par Thomas Sankara. Certains occupent les strapontins ministériels. Comment faire pour continuer à agir clandestinement avec la défection de ces camarades qui sont allés prendre les postes dans le nouveau régime ? La courroie de transmission qu’il était va travailler avec Thomas Sankara et les autres restés fidèles au projet de la Révolution pour la continuité des activités cachées.
Cet élément important du changement qualitatif et quantitatif qui se préparait va s’absenter pendant quelque temps pour des raisons de stages en Europe mais il va continuer à interagir avec le groupe. C’est après le triomphe du 4 Août 1983 que le peuple Burkinabè va le découvrir. Dès la nuit du 4 Août, au cours de la déclaration qui actait la victoire de la gauche, Thomas Sankara appelait les voltaïques à se constituer en comité de défense de la Révolution (CDR). Une organisations membres du Conseil national de la Révolution (CNR), le nouveau pouvoir, le Parti Africain de l’indépendance (PAI) à travers Soumane Touré va vouloir prendre le contrôle des CDR mais Thomas Sankara préfère un compagnon militaire à la tête de la direction des structures populaires. Pierre Ouédraogo est nommé à la tête du secrétariat général national des CDR au moment où les activités des CDR n’était pas régi par les textes. On va commettre plus tard l’écriture des statuts à quelques cadres. Dans l’équipe chargée de la rédaction des statuts il y avait Sidiki Daniel Traoré, Hien Kilmité, l’ambassadeur Bassirou Sanogo et bien d’autres.
Les années Révolution, c’était aussi l’ambiance au secrétariat général national des CDR. Les grandes manifestations étaient ponctuées par l’animation de l’équipe d’animation du secrétariat général national des CDR avec des chants révolutionnaires ou des dénonciations. Pour illustrer, c’est ce chant sur les TPR en mooré. « Maison du peuple TPR, Maison du peuple tribunal, ou sont vos pièces justificatives, il n’y a pas de papiers pour justifier. Alors vous avez détourné, il n’y a pas à discuter. » Dans le cadre toujours de ses activités, sous son magistère, à l’Université de Ouagadougou, il n’a pas manqué d’adversité entre les étudiants CDR et une ancienne organisation syndicale estudiantine. Bien qu’étant d’une même grande famille politico-idéologique, les CDR et l’Association nationale des étudiants Burkinabè (ANEB) ne se sont pas faits des cadeaux. Pierre Ouédraogo expliquait qu’il n’avait jamais été d’accord pour les violations des franchises universitaires. Il ajoutait qu’il préparait les nouveaux bacheliers qui se sont illustrés dans l’engagement au lycée pour affronter le débat idéologique sur le campus. Pendant son séjour à l’Université de Dakar lié à un incident de parcours, il avait milité à l’Association des scolaires voltaïque (ASV). Pour cette raison, il connaissait les méthodes des adversaires de l’ANEB et préparait ses troupes en conséquence pour les joutes sur le campus de Zogona.
Après le drame du 15 octobre 1987 et la détention qui s’est ensuivie, notre CDR en chef a fait neufs 9 mois de prison. A l’issue de presque une année passée en tôle, il a repris le chemin de l’Université pour faire une Maitrise en physique-chimie. Pressenti pour l’enseignement dans le secondaire, Pierre CDR a fait l’option d’aller travailler à l’office nationale de poste et télécommunication (ONATEL). De l’ONATEL, il ira monnayer ses services au département informatique de la Francophonie. Il observera le silence tout le temps qu’il a fait dans ce département sur les questions d’ordre politique. Pierre Ouédraogo va être désigné après sa retraite premier responsable du Comité international Mémorial Thomas Sankara (CIMTS) après la présidence de Antoine Sanou. C’est dans cette bataille de perpétuation de l’œuvre de leader de la Révolution d’Août qu’il a déposé l’arme de militant. Pour ceux qui ont été au service de leurs peuples, la mort est le début de l’immortalité.

## Projets Institutionnels
• Cybersécurité : fondateur et membre du bureau d’AfricaCERT, il a représenté la Francophonie dans le groupe de haut niveau de l’UIT pour l’agenda mondial de la cybersécurité, membre de l’IMPACT (international multilatéral partnership international cyber threats) de l’UIT, mise en place de l’AFRIPKI (réseau africain pour les infrastructures à clés publiques) pour la sécurité des transactions électroniques en collaboration avec la CEA et l’ANCE (Tunisie) 
• Sommet mondial sur la société de l’information (SMSI): organisation des réunions préparatoires des pays francophones durant les deux phases du SMSI (Genève et Tunis), contribution aux réunions des Ministres africains chargés des TIC et aux réunions préparatoires régionales africaines pour le SMSI; membre du "Working Group on Internet Governance" mis en place par le SG ONU dans le cadre du SMSI et de la UNICT Task Force
• Régulation des télécommunications: contribution à la définition des positions africaines dans la gouvernance de l’internet au cours réunions sur la régulation des télécommunications en Afrique, organisées par l’UIT, l’UAT (Union Africaine des Télécommunications) et le réseau africain des autorités de régulation des télécommunications
• Langues africaines et internet: membre du consortium UNICODE (chargé de la codification des caractères pour leur usage dans l’informatique), initiation du réseau AFRILANGUES network, membre fondateur du MINC (Multi lingual Internet Names Consortium), membre du comité de pilotage du projet Unicode IDN Africa coorganisateur avec l’UNESCO de la conférence thématique SMSI sur le multilinguisme et l’accès de tous au cyberspace à Bamako (2005)
• Gouvernance de l’internet: membre de l’Internet Society (ISOC), représentant de la Francophonie au GAC de Il’CANN (Internet Corporation for Assigned Names and Numbers), membre du groupe de lancement de l’organisation de support des noms de domaine nationaux (country code Names Support Organization ou ccNSO) de l’ICANN, membre fondateur des organisations régionales africaines suivantes: AFRINIC (African Regional Registry for IP addresses), AFTLD (African Association of country code top level domain) et  AFNOG (African Network Operators Group), administrateur technique du Burkina Faso (nom de domaine national du Burkina Faso); mise en place du premier registre internet local pour les adresses IP en Afrique de l’Ouest avec le RIPE NCC à l’ ONATEL (Burkina Faso opérateur historique)
• Renforcement des capacités: organisation d’ateliers de formation sur les logiciels libres, membre fondateur et Président de l’AAUL (Association africaine des utilisateurs de logiciels libres) composée des associations africaines d’utilisateurs de logiciels libres, initiateur et organisateur des RALL (Rencontres africaines des logiciels libres) et du “Trophée du libre” pour récompenser les meilleurs logiciels libres africains
• Infrastructure Internet: membre du comité de pilotage du réseau panafricain (télémédecine, télé-éducation) de l’Union africaine sponsorisé par l’Inde; membre du projet IIA( Initiative internet pour l’Afrique ) du PNUD pour le Burkina Faso, chef du projet Fasonet (nœud national internet) du Burkina Faso, réseau de sécurité internet des pays francophones, réseau de laboratoires (LABTIC) pour les logiciels libres, projet RIF de serveurs miroirs locaux de logiciels libres pour l’Afrique
• Building intégré: responsable du projet “Maison de la Francophonie” le nouveau siège parisien de l’Organisation Internationale de la Francophonie (OIF) sis 19-21 avenue Bosquet, 75007 Paris: planification des espaces, réseaux d’énergie et de communications unifiées, rénovation complète des systèmes d’information (design de l’architecture, VoIP, serveurs, ERP etc.)
• Stratégies and innovation: en tant que directeur de la Francophonie numérique, contribution à la définition de la politique de traduction et d’interprétariat (2004), conception et mise en œuvre de la stratégie de la Francophonie numérique adoptée par les Chefs d’Etat au sommet de la Francophonie en 2012, contribution aux stratégies nationales et régionales numériques en Afrique; fondateur du réseau francophone de l’innovation Francophone (FINNOV); initiation et coordination de la première édition de l’Etat de la Francophonie Numérique” présenté aux Chefs d’Etats lors du sommet de la Francophonie à Dakar (Sénégal, 2014).

## Décès
Le colonel Pierre Ouédraogo est mort jeudi 13 juillet 2023. Compagnon de Thomas Sankara, cet ancien officier de l'armée de l'air a pris une part active à la révolution de 1983. Thomas Sankara lui avait notamment confié la tâche de créer et commander les CDR, les Comités de défense de la révolution. Le colonel Moussa Diallo, son frère d'armes et ami, lui rend hommage
«La première chose qui marque chez Pierre, c’est son intelligence très vive, …Quelqu’un qui évitait les polémiques inutiles, qui était disponible à la démonstration argument contre argument. Mais quand c’était les polémiques inutiles, il préférait mettre fin à la discussion. C’est l’un des pionniers du mouvement révolutionnaire dans l’armée. C’est l’un des premiers qui a milité dans les groupuscules clandestins au sein des forces armées pour préparer l’avènement de la révolution. Pierre a structuré méthodiquement les CDR [Comités de défense de la révolution, NDLR], a créé les pionniers de la révolution. Je pense que les Burkinabè, aujourd’hui, comprennent que si les Comités de défense de la révolution avaient été maintenus, nous aurions échappé à beaucoup de maux qui sont les nôtres aujourd’hui, parce que le peuple aurait été organisé à la base, et cela aurait permis d’éviter qu’il soit infiltré par des éléments qui portent préjudice au vivre en commun. Tous les phénomènes négatifs que nous vivons aujourd’hui, à mon avis, n’auraient pas pu naitre si les CDR avaient été conservés et avaient été améliorés.» Moussa Diallo

## Distinctions et Postérité
- John Postel Awards in 2012 décerné par l’ISOC (Internet Society) pour la contribution au développement de l’Internet en Afrique.

- Médaille du Flambeau d’or de la Révolution donnée par le Président Thomas Sankara (Burkina Faso)[4]
- Le colonel de l’armée de l’air à la retraite, Pierre Ouédraogo, ex-commandant des Comités de défense de la Révolution (CDR) sous le Conseil national de la Révolution (CNR), décédé le jeudi 13 juillet 2023 dernier à Paris, en France, a été élevé à la dignité de Grand officier de l’Ordre de l’Etalon à titre posthume, le mardi 25 juillet 2023 au monument Thomas Sankara à Ouagadougou, par les autorités burkinabè, avant son inhumation au cimetière de Gounghin[6].